# Горлаг
Горлаг — Горный лагерь (Особый лагерь № 2, Особлаг № 2) с центром в Норильске, Красноярский край. Наиболее известен благодаря Норильскому восстанию, самому продолжительному и массовому в истории ГУЛАГа. Был организован в  1948 году на базе лагерных помещений Норильского ИТЛ, существовал параллельно с Норильлагом, а при закрытии в июне 1954 года с ним же был объединён.

## История
Особый лагерь № 2 (адрес «п/я 384»), для политических заключённых был организован в соответствии с Приказом МВД от 28 февраля 1948 года № 00219 на базе лагерных помещений Норильского ИТЛ. Условное наименование «Горный» присвоено позже — с 10.05.1948. Максимальное число заключенных в Горлаге указано на 1 января 1952 года — 20 218 человек, из них 2075 были приговорены к каторжным работам (данные на 01.01.1954). О соотношении «особого контингента» (осуждённых по политической 58 статье УК) и так называемого «общего контингента» (осуждённых по другим статьям УК) можно судить по данным за 01.02.1953: на 20 145 политических заключённых приходилось 63 «бытовика».
В мае—августе 1953 году в Горлаге вспыхнуло Норильское восстание.
Горлаг закрыт 25 июня 1954, объединён с Норильским ИТЛ. Горлаг не следует путать с Норильлагом, так как на всём протяжении существования Горлага Норильлаг продолжал действовать. Если в первом, в основном, содержались политические заключённые, во втором — преимущественно «бытовики».

## Выполняемые работы
- Добыча руды в шахтах № 11, 13, 15, на рудниках № 1 и 7, в карьерах открытых работ № 1 и 2.
- Строительство медеплавильного завода, строительство города Норильска (строительная контора «Горстрой»), земляные работы по строительству дорог.
- Обслуживание кирпичных заводов № 2 и 3, цементного завода, работа в карьере по добыче бутового камня и глины.
- Работа на угольных шахтах № 16—18, строительство новых шахт (участок «Рудшахтстрой»).
- Работа на заводе стройдеталей, на механическом заводе, на железнодорожной базе Норильскснаба Норильского комбината.

## Начальники
- Гончаров Г. Я., полковник, с 27.04.1948 по 5.04.1949, с 30.07.1948 по совместительству заместитель начальника Норильского комбината МВД.
- Колосков А. Г., майор, с 5.04.1949 по 3.04.1950.
- Зверев В. С., инженер-полковник, с 3.04.1950 по ?, оставался одновременно начальником Норильского ИТЛ и начальником Норильского комбината.
- Царёв В. С., генерал-майор, с 30.05.1953 по 17.04.1954.